# عبدالله حصوة
عبدالله عثمان حصوة( 1947م ــ 5كانون الاول 2023م)ممثل وريجيسير سوري من دمشق. وهوأول ريجيسير في الدراما السوريّة. بدأ يعمل بها في السبعينات من القرن الماضي مع نشوء السينما السورية وتوسع الدراما بشكل أكبروحقق الشهرة الأكبر في عمله كريجيسير منذ العام 1982حصل علي دورة في نقابة الفنانين لتقوية التمثيل. عضو في نقابة الفنانين منذ عام 1994.متزوج ليس له ابناء ،وله ابن اخيه سليمان ممثل أسمه وليد حصوة.

## من اعماله
أعماله في المسـرح "ليلة أنس - أهل الهوى -السيف المسحور - حط بالخرج - شغلة فايته ببعضى - لاعالبال ولا على الخاطر - النهر - حمام مقطوعه ميته - ربو وتعبوا - ياغافل إلك الله - المعلم والعديد
من الأعمال الأخرى في الإذاعـــة: "شارك بالعديد من الأعمال الإذاعية والدرامية".
في السـينما: "بقايا صور - العار - التقرير - الحدود - صيد الرجال - فاتنة الصحراء - صح النوم - حب وكاراتية - أبو عنتر

## وفاته
عبدالله حصوة بعد معاناة من المرض وافته المنية يوم الثلاثاء 21 جمادى الاولى 1445هـ الموافق 5 كانون الاول 2023م وشيع جثمانه من بعد صلاة الظهر من جامع الحمزة و العباس بنفس اليوم ، ودفن في مقبرة عين ترما.

## وصلات خارجية
عبدالله حصوة
عبد الله حصوة... وتعب جندي الدراما المجهول؟!وفاة الفنان و”الريجيسير” السوري عبد الله الحصوة
رحيل الفنان السوري عبدالله حصوة
عبد الله حصوة: أنا عضو في نقابة الفنانين وراتبي التقاعدي 30 ألف وأحتاج إلى عمل
عائلة عبد الله حصوة أقدم ريجيسير بالدراما السورية وحيدة في وداعه الأخير
ما قاله وليد حصوة عن عمه الراحل عبد الله حصوة..
مهنة الريجيسور ماتت مع وفاة الفنان عبد الله حصوة